# Warrior (Alabama)
Warrior is een plaats (city) in de Amerikaanse staat Alabama, en valt bestuurlijk gezien onder Blount County en Jefferson County.

## Demografie
Bij de volkstelling in 2000 werd het aantal inwoners vastgesteld op 3169.
In 2006 is het aantal inwoners door het United States Census Bureau geschat op 3008, een daling van 161 (-5,1%).

## Geografie
Volgens het United States Census Bureau beslaat de plaats een oppervlakte van
20,4 km², geheel bestaande uit land. Warrior ligt op ongeveer 165 m boven zeeniveau.

## Plaatsen in de nabije omgeving
De onderstaande figuur toont de plaatsen in een straal van 16 km rond Warrior.